# Mike Stulce
Mike Stulce (eigentlich: Michael Stulce; * 21. Juli 1969 in Killeen, Texas) ist ein ehemaliger US-amerikanischer Kugelstoßer und Olympiasieger.
Nachdem er 1988 Vizejuniorenweltmeister und 1989 Zweiter der Universiade geworden war, stieß er 1990 in der Hallensaison 21,49 m. In der Freiluftsaison 1990 stieß er die Kugel sogar auf 21,82 m; diese Leistung wurde jedoch wegen eines positiven Dopingtests annulliert.
Nach dem Ende der zweijährigen Sperre für dieses Dopingvergehen qualifizierte er sich für die Olympischen Spiele. Er gewann in Barcelona mit 21,70 m und über 70 Zentimeter Vorsprung auf seinen Landsmann Jim Doehring.
In der Hallensaison verbesserte Stulce sich auf 21,77 m. Bei den Hallenweltmeisterschaften 1993 in Toronto gewann Stulce mit 21,27 m, und wieder wurde Jim Doehring Zweiter. Bei den Weltmeisterschaften in Stuttgart belegte Mike Stulce mit 20,94 m den dritten Platz. Erneut fiel jedoch die Dopingprobe positiv aus. Stulce wurde disqualifiziert und als Wiederholungstäter lebenslang gesperrt.
Mike Stulce ist 1,91 m groß und wog zu Wettkampfzeiten 123 kg.